# The Style Council
The Style Council war eine 1983 gegründete britische Band, die ursprünglich aus dem Gitarristen und Sänger Paul Weller (Ex-The Jam) und dem Keyboarder Mick Talbot (Ex-Dexys Midnight Runners) bestand. Bald kamen der Schlagzeuger Steve White (auch heute noch musikalischer Begleiter von Paul Weller) und die Sängerin Dee C Lee (später Paul Wellers Frau) hinzu. Für Live-Auftritte wurde die Gruppe um weitere Musiker erweitert: in erster Linie waren dies Bassist Camelle Hinds, Perkussionist Steve Sidelnyk und Helen Turner an den Keyboards.

## Werdegang
Nach der Veröffentlichung von vier Studioalben (1984 bis 1988; die erste Veröffentlichung aus dem Jahr 1983 ist lediglich eine Single-Zusammenstellung), einem Live-Album und einer Kompilation im Jahre 1989 löste sich die Band 1990 offiziell auf. Paul Weller startete eine erfolgreiche Solokarriere.
Paul Weller gründete die Band auf dem Höhepunkt des Erfolgs von The Jam, da er mit deren musikalischer Richtung unzufrieden war. Er wollte mehr Elemente des Soul, R&B und Jazz in seine Musik einfließen lassen, was er den im Punk verwurzelten Mitgliedern von The Jam nicht zutraute. Die Band positionierte sich in ihren Texten oft politisch auf Seiten der traditionellen Linken und explizit anti-thatcheristisch. 
Mitte der Achtziger konnte die Gruppe in Großbritannien einige Top-10-Hits landen, die zum Teil auch in die deutschen Charts vorstießen, nämlich Speak Like a Child (1983, Platz 4 in GB), Long Hot Summer (1983, Platz 3), My Ever Changing Moods (1984, Platz 5), You’re the Best Thing (1984, Platz 5), Shout to the Top (1984, Platz 7), Walls Come Tumbling Down (1985, Platz 6) und It Didn’t Matter (1987, Platz 9).
Die ersten beiden Studioalben Café Bleu (1984, Platz 2 in GB) und Our Favourite Shop (1985, Platz 1) waren nicht nur in den Charts erfolgreich, sondern wurden auch von der Kritik gelobt. Die nachfolgenden Alben The Cost of Loving (1987, Platz 2 in GB) und insbesondere Confessions of a Pop Group (1988, Platz 15) konnten – vor allem im Ausland – nicht an diesen kommerziellen Erfolg anknüpfen.
1990 sollte das fünfte Album (Modernism: A New Decade) erscheinen. Es enthielt für die Band sehr ungewöhnliche House-Musik, die zudem damals noch völlig neu war. Daher lehnte die Plattenfirma Polydor eine Veröffentlichung ab und löste den Vertrag mit der Band auf. Paul Weller und Mick Talbot trennten sich mehr oder weniger gezwungenermaßen. Dennoch folgten weitere Veröffentlichungen, so etwa 1993 ein Album mit bis dato unveröffentlichtem Material (Here’s Some That Got Away) und 1997 ein zweites Live-Album. 1998 kam ein 5-CD-Box-Set heraus, das neben den alten Hits auch das bislang „verschollene“ fünfte Studioalbum enthielt.

## Diskografie

### Alben

#### Studio-Alben
| Jahr | Titel                         | Höchstplatzierung, Gesamtwochen, AuszeichnungChartplatzierungen (Jahr, Titel, Platzierungen, Wochen, Auszeichnungen, Anmerkungen) | Höchstplatzierung, Gesamtwochen, AuszeichnungChartplatzierungen (Jahr, Titel, Platzierungen, Wochen, Auszeichnungen, Anmerkungen) | Höchstplatzierung, Gesamtwochen, AuszeichnungChartplatzierungen (Jahr, Titel, Platzierungen, Wochen, Auszeichnungen, Anmerkungen) | Höchstplatzierung, Gesamtwochen, AuszeichnungChartplatzierungen (Jahr, Titel, Platzierungen, Wochen, Auszeichnungen, Anmerkungen) | Anmerkungen                           |
| Jahr | Titel                         | DE | AT | UK | US | Anmerkungen                           |
| ---- | ----------------------------- | --- | --- | --- | --- | ------------------------------------- |
| 1983 | Introducing The Style Council | — | — | — | US172 (5 Wo.)US | Erstveröffentlichung: 1983            |
| 1984 | Café Bleu                     | — | — | UK2 Gold · (38 Wo.)UK | — | Erstveröffentlichung: 16. März 1984   |
| 1984 | My Ever Changing Moods        | — | — | — | US56 (22 Wo.)US | Erstveröffentlichung: 1984            |
| 1985 | Our Favourite Shop            | DE23 (15 Wo.)DE | AT23 (2 Wo.)AT | UK1 Gold · (22 Wo.)UK | — | Erstveröffentlichung: 1985            |
| 1985 | Internationalists             | — | — | — | US123 (11 Wo.)US | Erstveröffentlichung: 1985            |
| 1987 | The Cost Of Loving            | DE45 (4 Wo.)DE | — | UK2 Gold · (7 Wo.)UK | US122 (10 Wo.)US | Erstveröffentlichung: 2. Februar 1987 |
| 1988 | Confession Of A Pop Group     | — | — | UK15 Silber · (3 Wo.)UK | US174 (6 Wo.)US | Erstveröffentlichung: 20. Juni 1988   |

#### Live-Alben
| Jahr | Titel                        | Höchstplatzierung, Gesamtwochen, AuszeichnungChartplatzierungen (Jahr, Titel, Platzierungen, Wochen, Auszeichnungen, Anmerkungen) | Höchstplatzierung, Gesamtwochen, AuszeichnungChartplatzierungen (Jahr, Titel, Platzierungen, Wochen, Auszeichnungen, Anmerkungen) | Höchstplatzierung, Gesamtwochen, AuszeichnungChartplatzierungen (Jahr, Titel, Platzierungen, Wochen, Auszeichnungen, Anmerkungen) | Höchstplatzierung, Gesamtwochen, AuszeichnungChartplatzierungen (Jahr, Titel, Platzierungen, Wochen, Auszeichnungen, Anmerkungen) | Anmerkungen                          |
| Jahr | Titel                        | DE | AT | UK | US | Anmerkungen                          |
| ---- | ---------------------------- | --- | --- | --- | --- | ------------------------------------ |
| 1986 | Home And Abroad              | — | — | UK8 Silber · (8 Wo.)UK | — | Erstveröffentlichung: 1984           |
| 1986 | Home & Abroad – Live!        | DE53 (4 Wo.)DE | — | — | — | Erstveröffentlichung: 1986           |
| 1997 | The Style Council in Concert | — | — | — | — | Erstveröffentlichung: 1997 Livealbum |

#### Kompilationen
| Jahr | Titel                                        | Höchstplatzierung, Gesamtwochen, AuszeichnungChartplatzierungen (Jahr, Titel, Platzierungen, Wochen, Auszeichnungen, Anmerkungen) | Höchstplatzierung, Gesamtwochen, AuszeichnungChartplatzierungen (Jahr, Titel, Platzierungen, Wochen, Auszeichnungen, Anmerkungen) | Höchstplatzierung, Gesamtwochen, AuszeichnungChartplatzierungen (Jahr, Titel, Platzierungen, Wochen, Auszeichnungen, Anmerkungen) | Höchstplatzierung, Gesamtwochen, AuszeichnungChartplatzierungen (Jahr, Titel, Platzierungen, Wochen, Auszeichnungen, Anmerkungen) | Anmerkungen                       |
| Jahr | Titel                                        | DE | AT | UK | US | Anmerkungen                       |
| ---- | -------------------------------------------- | --- | --- | --- | --- | --------------------------------- |
| 1989 | Singular Adventures Of The Style Council     | — | — | UK3 Gold · (15 Wo.)UK | — | Erstveröffentlichung: 1989        |
| 1991 | Headstart for Happiness                      | — | — | — | — | Erstveröffentlichung: 1991        |
| 1993 | Heres Some That Got Away                     | — | — | UK39 (1 Wo.)UK | — | Erstveröffentlichung: 1993        |
| 1996 | The Collection                               | — | — | UK60 Gold · (2 Wo.)UK | — | Erstveröffentlichung: 1996        |
| 1998 | The Complete Adventures Of The Style Council | — | — | UK100 (1 Wo.)UK | — | Erstveröffentlichung: 1998 Boxset |
| 1998 | Modernism: A New Decade                      | — | — | — | — | Erstveröffentlichung: 1998        |
| 2000 | Greatest Hits                                | — | — | UK28 Gold · (6 Wo.)UK | — | Erstveröffentlichung: 2000        |
| 2013 | Classic Album Selection                      | — | — | UK67 (1 Wo.)UK | — | Erstveröffentlichung: 2013        |
| 2020 | Long Hot Summers – The Story Of              | — | — | UK8 (2 Wo.)UK | — | Erstveröffentlichung: 2020        |

### Singles
| Jahr | Titel Album                                                  | Höchstplatzierung, Gesamtwochen, AuszeichnungChartplatzierungen (Jahr, Titel, Album, Platzierungen, Wochen, Auszeichnungen, Anmerkungen) | Höchstplatzierung, Gesamtwochen, AuszeichnungChartplatzierungen (Jahr, Titel, Album, Platzierungen, Wochen, Auszeichnungen, Anmerkungen) | Höchstplatzierung, Gesamtwochen, AuszeichnungChartplatzierungen (Jahr, Titel, Album, Platzierungen, Wochen, Auszeichnungen, Anmerkungen) | Höchstplatzierung, Gesamtwochen, AuszeichnungChartplatzierungen (Jahr, Titel, Album, Platzierungen, Wochen, Auszeichnungen, Anmerkungen) | Anmerkungen                             |
| Jahr | Titel Album                                                  | DE | AT | UK | US | Anmerkungen                             |
| ---- | ------------------------------------------------------------ | --- | --- | --- | --- | --------------------------------------- |
| 1983 | Speak Like A Child Introducing The Style Council             | — | — | UK4 Silber · (8 Wo.)UK | — | Erstveröffentlichung: 11. März 1983     |
| 1983 | Money Go Round (Part One) Introducing The Style Council      | — | — | UK11 (10 Wo.)UK | — | Erstveröffentlichung: 1983              |
| 1983 | Long Hot Summer/Paris Match Introducing The Style Council    | — | — | UK3 Silber · (9 Wo.)UK | — | Erstveröffentlichung: 5. August 1983    |
| 1983 | A Solid Bond In Your Heart My Ever Changing Moods            | — | — | UK11 (8 Wo.)UK | — | Erstveröffentlichung: 11. November 1983 |
| 1984 | My Ever Changing Moods                                       | — | — | UK5 (7 Wo.)UK | US29 (14 Wo.)US | Erstveröffentlichung: 10. Februar 1984  |
| 1984 | Groovin’ (You’re The Best Thing/Big Boss Groove) –           | — | — | UK5 (9 Wo.)UK | — | Erstveröffentlichung: 9. Juli 1984      |
| 1984 | You’re The Best Thing Café Bleu                              | — | — | UK— SilberUK | US76 (5 Wo.)US | Erstveröffentlichung: 1984              |
| 1984 | Shout To The Top –                                           | — | — | UK7 Silber · (10 Wo.)UK | — | Erstveröffentlichung: 1. Oktober 1984   |
| 1985 | Walls Come Tumbling Down! Our Favourite Shop                 | — | — | UK6 (8 Wo.)UK | — | Erstveröffentlichung: 29. April 1985    |
| 1985 | Come To Milton Keynes Internationalists                      | — | — | UK23 (6 Wo.)UK | — | Erstveröffentlichung: 1985              |
| 1985 | The Lodgers Our Favourite Shop                               | — | — | UK13 (6 Wo.)UK | — | Erstveröffentlichung: 1985              |
| 1986 | Have You Ever Had It Blue –                                  | — | — | UK14 (6 Wo.)UK | — | Erstveröffentlichung: 24. März 1986     |
| 1987 | It Didn’t Matter The Cost Of Loving                          | — | — | UK9 (5 Wo.)UK | — | Erstveröffentlichung: 15. März 1987     |
| 1987 | Waiting The Cost Of Loving                                   | — | — | UK52 (3 Wo.)UK | — | Erstveröffentlichung: 1987              |
| 1987 | Wanted –                                                     | — | — | UK20 (4 Wo.)UK | — | Erstveröffentlichung: 1987              |
| 1987 | Agent 88 –                                                   | — | — | UK100 (1 Wo.)UK | — | Erstveröffentlichung: 1987 EP           |
| 1988 | Live At A Top People’s Health Farm Confession Of A Pop Group | — | — | UK28 (3 Wo.)UK | — | Erstveröffentlichung: 1988              |
| 1988 | How She Threw It All Away Confession Of A Pop Group          | — | — | UK41 (2 Wo.)UK | — | Erstveröffentlichung: 1988              |
| 1989 | Promised Land –                                              | — | — | UK27 (5 Wo.)UK | — | Erstveröffentlichung: 1989              |
| 1989 | Long Hot Summer ’89 –                                        | — | — | UK48 (2 Wo.)UK | — | Erstveröffentlichung: 1989              |

Weitere Singles
- 1985: Our Favourite Shop
- 1986: Internationalists